# Valeria Straneo
Valeria Straneo, italijanska atletinja, * 5. april 1976, Alessandria, Italija.
Nastopila je na poletnih olimpijskih igrah v letih 2012 in 2016, dosegla je osmo in trinajsto mesto v maratonu. Na svetovnih prvenstvih je v isti disciplini osvojila srebrno medaljo leta 2013, kot tudi na evropskih prvenstvih leta 2014.